# Lucas Nahuel González
Lucas Nahuel González Martínez (San Salvador de Jujuy, Argentina; 3 de junio de 2000) es un futbolista argentino. Juega como mediocampista y su equipo actual es Defensa y Justicia, de la Primera División de Argentina.

## Carrera profesional
González comenzó su carrera en Gimnasia y Esgrima de Jujuy, antes de partir en 2009 para unirse a Argentinos Juniors, donde permaneció hasta 2015 después de firmar un acuerdo con Independiente.
En la temporada 2019-20 hizo su debut en la categoría absoluta en una victoria de local por los octavos de final de la Copa Sudamericana sobre el club ecuatoriano Universidad Católica. Su debut en la Primera División no llegó hasta el 1 de febrero de 2020, cuando ingresó en los últimos doce minutos de una victoria por 5-0 sobre Rosario Central. Mientras que su primera titularidad se produjo un mes después contra Central Córdoba de Santiago del Estero.
En la Copa de la Liga Profesional 2021 se afianzó como titular y sus buenas actuaciones le permitieron ser convocado a la Selección Argentina sub-23 en vistas a la disputa de los Juegos Olímpicos.
El 31 de enero del 2023, el Santos Laguna, hace oficial su traspaso en calidad de préstamo.   
En agosto de 2023, luego de interrumpir su préstamo con Santos Laguna, regresó a Independiente.
De cara a la temporada 2025, el jugador fue adquirido por Defensa y Justicia.

## Selección nacional
González fue internacional juvenil por la selección sub-23 de Argentina.

### Sub-23
Con la selección sub-23 de Argentina fue convocado para dos encuentros amistosos disputados en Japón en vías a la participación en los Juegos Olímpicos de Tokio. Jugó 27 minutos en el primer encuentro que finalizó 1 a 0 a favor de la selección argentina. Mientras que en el segundo partido fue titular en la derrota por 3 a 0 frente a la selección local.

## Estadísticas

### Clubes
Actualizado hasta su último partido disputado el 28 de mayo de 2025.
| Club                          | Div.          | Temporada     | Liga  | Liga  | Liga   | Copas nacionales | Copas nacionales | Copas nacionales | Torneos internacionales | Torneos internacionales | Torneos internacionales | Total | Total | Total  |
| Club                          | Div.          | Temporada     | Part. | Goles | Asist. | Part.            | Goles            | Asist.           | Part.                   | Goles                   | Asist.                  | Part. | Goles | Asist. |
| ----------------------------- | ------------- | ------------- | ----- | ----- | ------ | ---------------- | ---------------- | ---------------- | ----------------------- | ----------------------- | ----------------------- | ----- | ----- | ------ |
| C. A. Independiente Argentina | 1.ª           | 2019-20       | 2     | 0     | 0      | 1                | 0                | 0                | 1                       | 0                       | 0                       | 4     | 0     | 0      |
| C. A. Independiente Argentina | 1.ª           | 2020-21       | —     | —     | —      | 9                | 0                | 2                | 4                       | 1                       | 0                       | 13    | 1     | 2      |
| C. A. Independiente Argentina | 1.ª           | 2021          | 16    | 0     | 1      | 9                | 0                | 0                | 3                       | 1                       | 0                       | 28    | 1     | 1      |
| C. A. Independiente Argentina | 1.ª           | 2022          | 19    | 0     | 1      | 11               | 1                | 0                | 1                       | 0                       | 0                       | 31    | 1     | 1      |
| C. A. Independiente Argentina | 1.ª           | 2023          | —     | —     | —      | 12               | 2                | 0                | —                       | —                       | —                       | 12    | 2     | 0      |
| C. A. Independiente Argentina | 1.ª           | 2024          | 16    | 0     | 2      | 16               | 1                | 1                | —                       | —                       | —                       | 32    | 1     | 3      |
| C. A. Independiente Argentina | Total club    | Total club    | 53    | 0     | 4      | 58               | 4                | 3                | 9                       | 2                       | 0                       | 120   | 6     | 7      |
| Santos Laguna · México        | 1.ª           | C-2023        | 14    | 1     | 1      | —                | —                | —                | —                       | —                       | —                       | 14    | 1     | 1      |
| Santos Laguna · México        | Total club    | Total club    | 14    | 1     | 1      | 0                | 0                | 0                | 0                       | 0                       | 0                       | 14    | 1     | 1      |
| Defensa y Justicia Argentina  | 1.ª           | 2025          | 10    | 0     | 3      | 1                | 0                | 0                | 3                       | 0                       | 0                       | 14    | 0     | 3      |
| Defensa y Justicia Argentina  | Total club    | Total club    | 10    | 0     | 3      | 1                | 0                | 0                | 3                       | 0                       | 0                       | 14    | 0     | 3      |
| Total carrera                 | Total carrera | Total carrera | 77    | 1     | 8      | 59               | 4                | 3                | 12                      | 2                       | 0                       | 148   | 7     | 11     |
| 1. 2.                         |               |               |       |       |        |                  |                  |                  |                         |                         |                         |       |       |        |

## Vida personal
González es hijo del exfutbolista profesional Alejandro González.